# Кастел д'Арио
Кастел д'Арио (итал. Castel d'Ario) је насеље у Италији у округу Мантова, региону Ломбардија.
Према процени из 2011. у насељу је живело 3931 становника. Насеље се налази на надморској висини од 23 м.

## Становништво
| 1936. | 1951. | 1961. | 1971. | 1981. | 1991. | 2001. | 2011. |
| ----- | ----- | ----- | ----- | ----- | ----- | ----- | ----- |
| 4.649 | 4.964 | 4.322 | 4.117 | 3.990 | 3.929 | 4.231 | 4.787 |